# Gaurotes
Gaurotes — род жуков из подсемейства усачики семейства жуков-усачей.

## Описание
Надкрылья в очень грубой скульптуре, металлически-блестящие. Переднегрудь с маленьким бугорком на боку. Длина 10—20 мм. Тело с более или менее отчетливым металлическим блеском. Переднеспинка часто красноватого цвета. Ноги средней длины.

## Систематика
- Gaurotes LeConte, 1850
  - Carilia (Mulsant, 1863)
    - Gaurotes atripennis
    - Gaurotes otome
    - Gaurotes virginea

  - Paragaurotes Plavilshchikov, 1921
    - Gaurotes doris
    - Gaurotes ussuriensis